# SN 1997cg
SN 1997cg – supernowa odkryta 29 kwietnia 1997 roku w galaktyce A170646+4349. W momencie odkrycia miała maksymalną jasność 23,50m.